# Starmount Forest Country Club
De Starmount Forest Country Club is een countryclub in de Verenigde Staten. De club werd opgericht in 1930 en bevindt zich in Greensboro, North Carolina. De club beschikt over een 18-holes golfbaan en werd ontworpen door de golfbaanarchitect Perry Maxwell.
Naast een 18 holesbaan, beschikt de club ook over een zwembad, vier tennisbanen, een fitnesscentrum, een restaurant en een feestzaal.

## Golftoernooien
Voor het golftoernooi is de lengte van de baan voor de heren 6046 m met een par van 71. De course rating is 72,3 en de slope rating is 127.
- Greater Greensboro Open: 1938-1942, 1945, 1947, 1949, 1951-1952, 1954-1956 & 1958-1960
- US Women's Open: 1947